# Videogiochi nel 2013

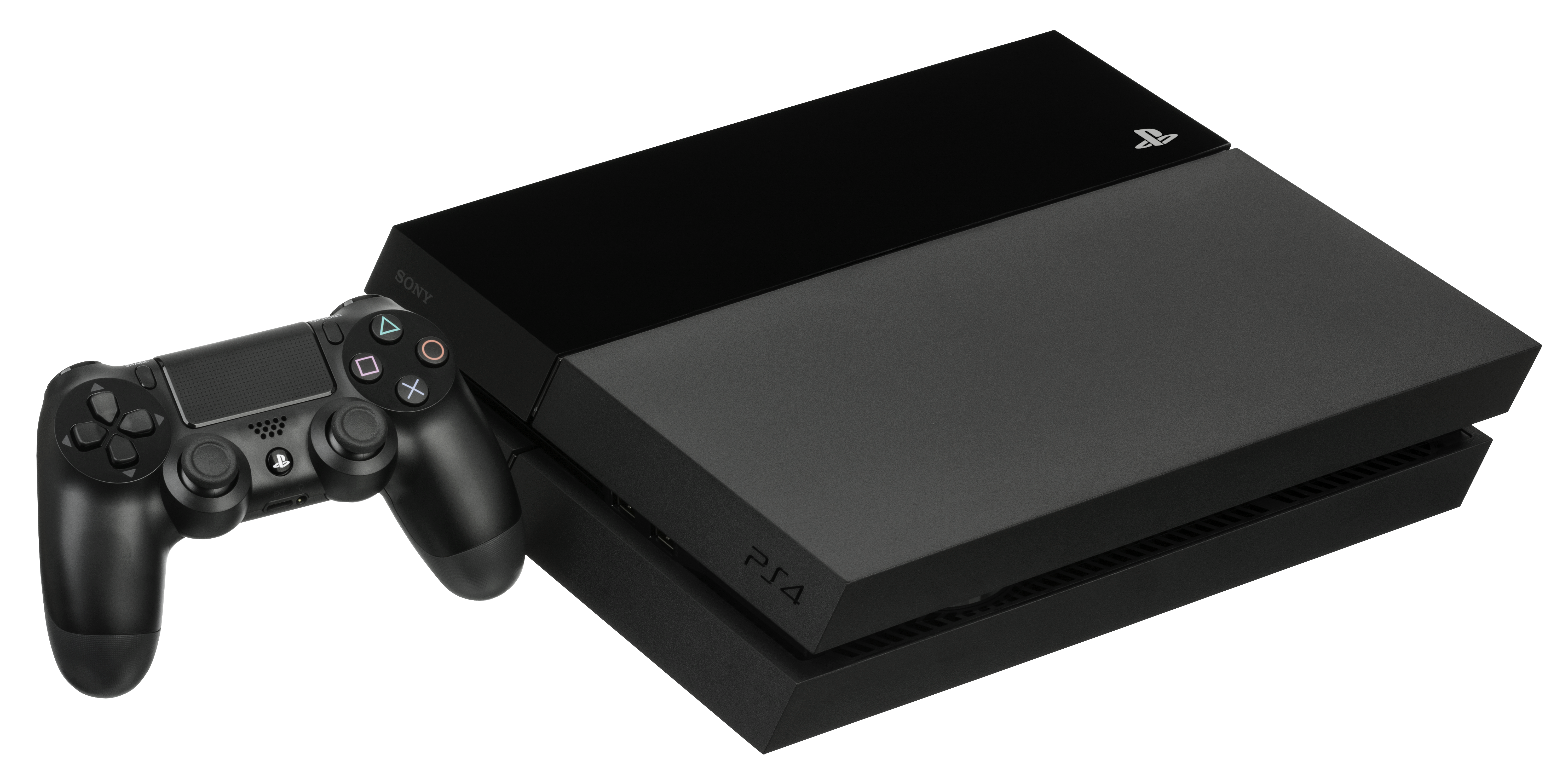
PlayStation 4

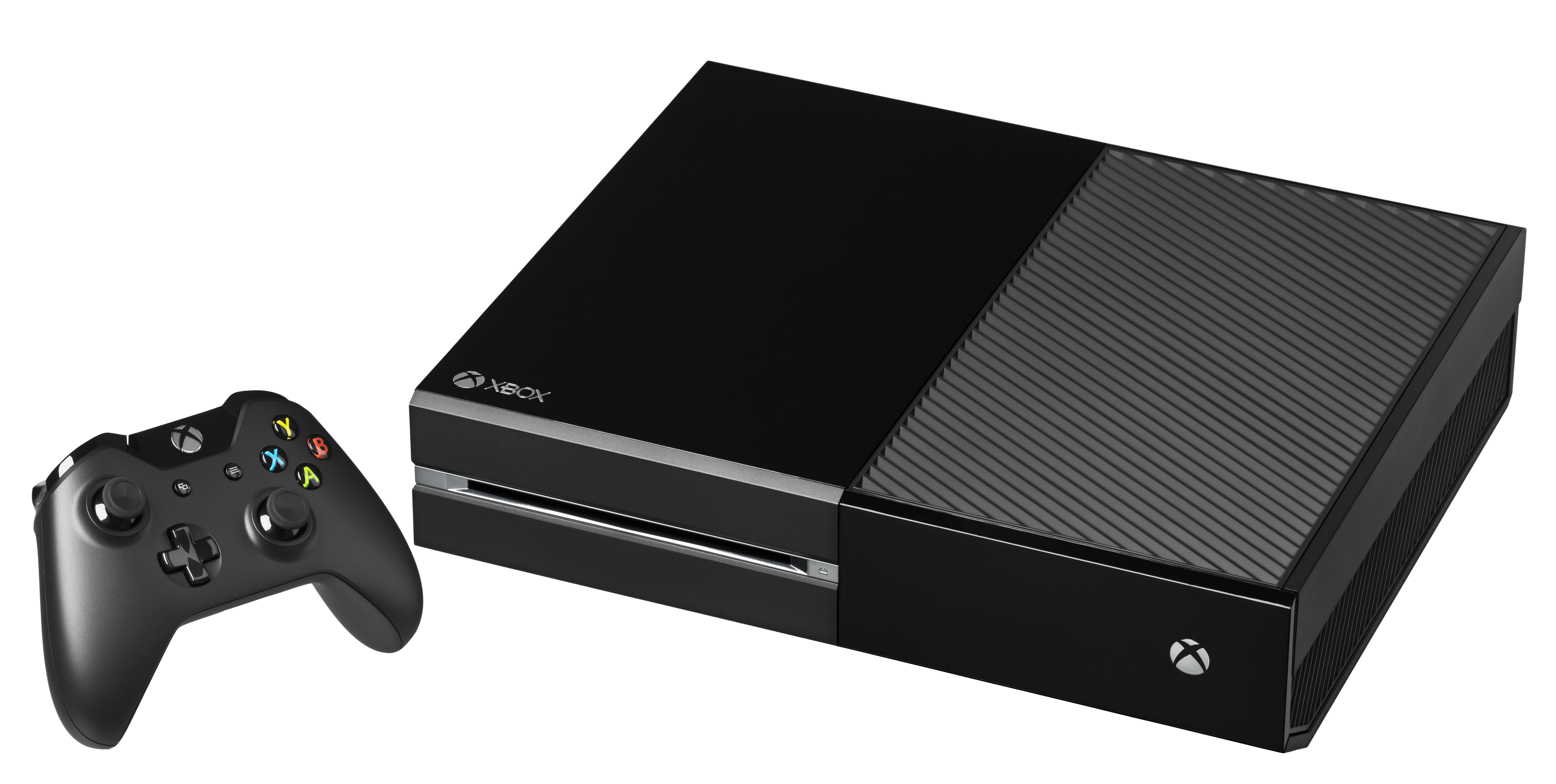
Xbox One

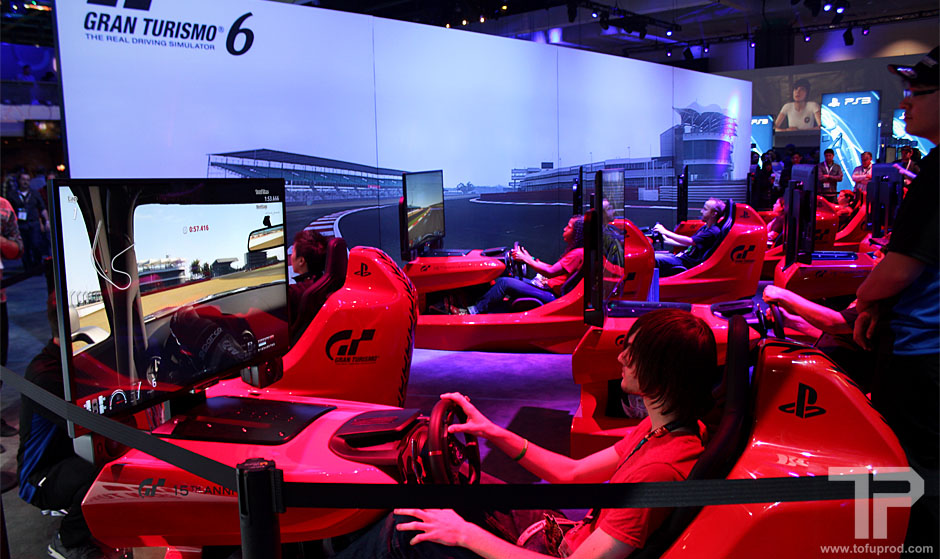
Gran Turismo 6 all'Electronic Entertainment Expo 2013

Eventi rilevanti avvenuti nell'industria dei videogiochi nel 2013. 
Per un elenco delle voci su giochi usciti nell'anno vedi Categoria:Videogiochi del 2013.

## Eventi
- Con Gone Home, The Last of Us, Papers, Please arriva una nuova ondata di titoli con storie mature e scelte etiche complesse per i giocatori[1].
- Esce la console PlayStation 4.
- Esce la console Xbox One.
- Esce la console Nvidia Shield Portable.
- Esce la variante di console Nintendo 2DS.
- Esce la variante di console PlayStation Vita 2000.
- Esce la variante di console PlayStation TV.

## Classifiche
- I 10 giochi più venduti secondo le statistiche di VGChartz sono, in ordine decrescente: Grand Theft Auto V, Pokémon X e Y, The Last of Us, Super Mario 3D World, The Legend of Zelda: A Link Between Worlds, Assassin's Creed IV: Black Flag, Dead Rising 3, The Legend of Zelda: The Wind Waker HD, Fire Emblem: Awakening (del 2012), Papers, Please[2].
- I 10 giochi più apprezzati dalla critica secondo le statistiche di Metacritic sono, in ordine decrescente: Grand Theft Auto V, The Last of Us, BioShock Infinite, Super Mario 3D World, Rayman Legends, Fez (PC), The Legend of Zelda: A Link Between Worlds, Flower (PS4), Spelunky (remake), The Legend of Zelda: The Wind Waker HD[3].